# Corinna variegata
Corinna variegata är en spindelart som beskrevs av F. O. Pickard-Cambridge 1899. Corinna variegata ingår i släktet Corinna och familjen flinkspindlar. Inga underarter finns listade i Catalogue of Life.